# آنتونیو آلوکیو
آنتونیو آلوکیو (ایتالیایی: Antonio Allochio; ۲۰ سپتامبر ۱۸۸۸ – ۱۸ ژوئیهٔ ۱۹۵۶) شمشیرباز اهل ایتالیا بود.
وی در مسابقات کشوری و بین‌المللی در مجموع برندهٔ ۱ مدال طلا شده‌است.